# Castel

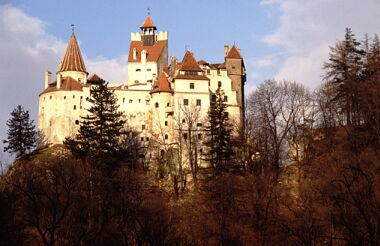
Castelul Bran

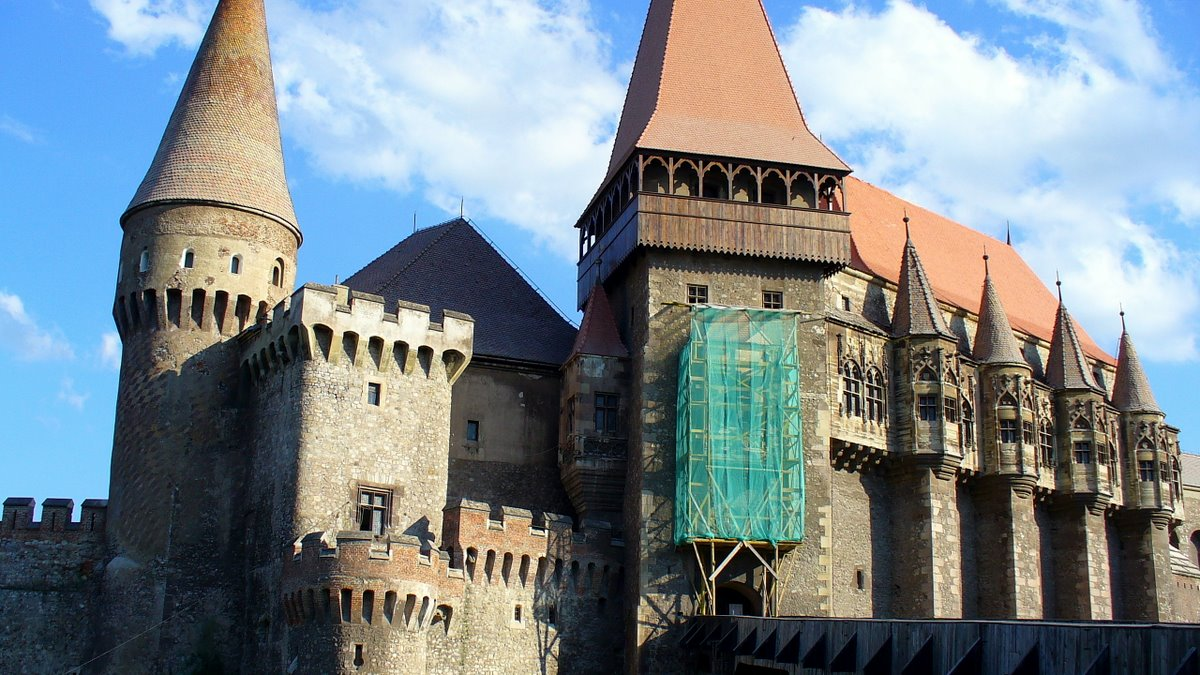
Castelul Corvinilor

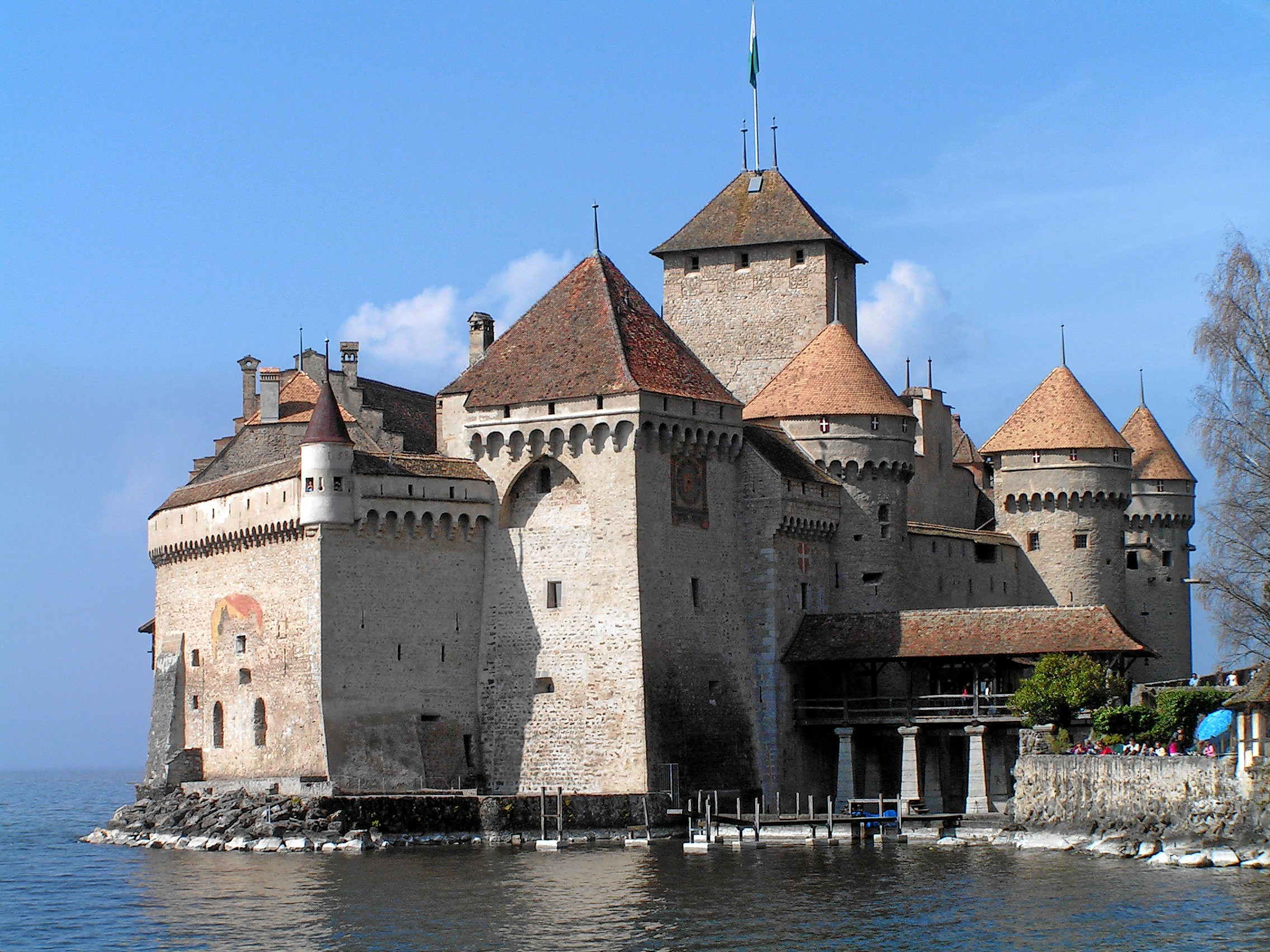
Castelul Chillon în Elveția

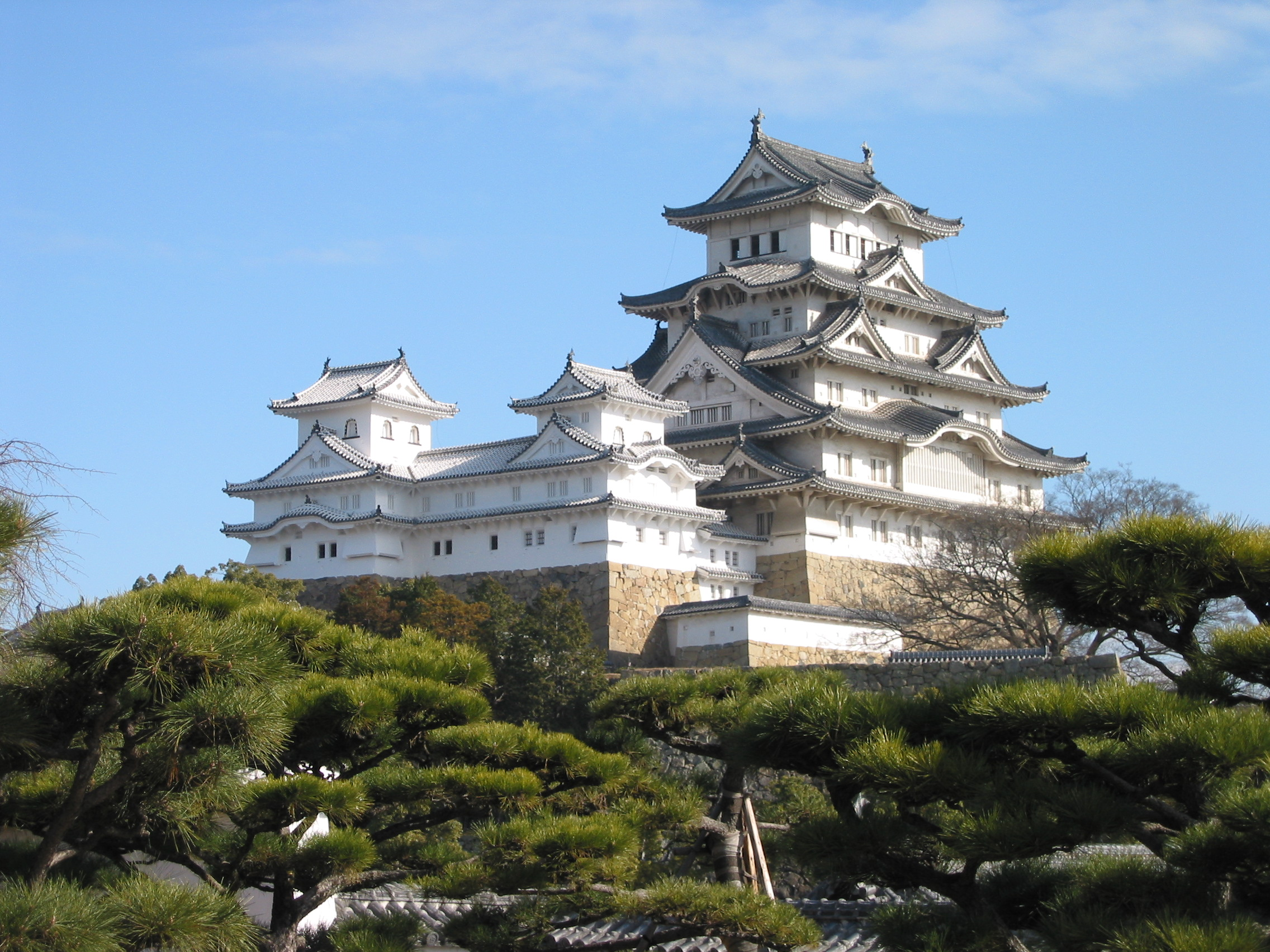
Castelul Himeji în Japonia

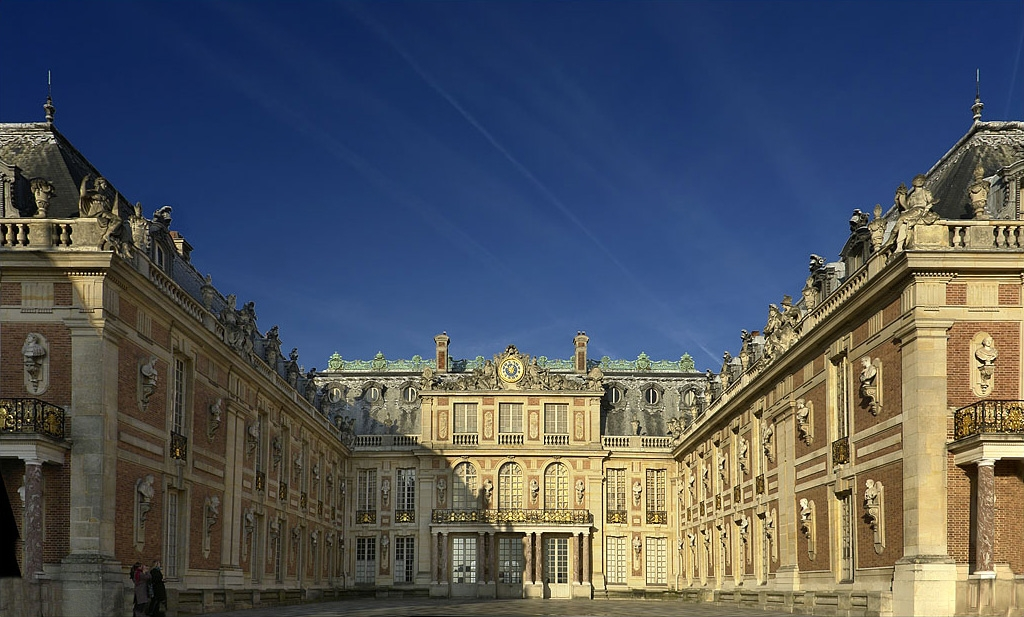
Castelul Versailles în Franța

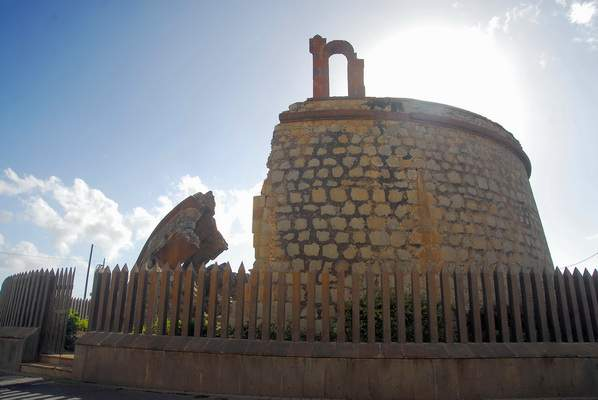
Castelul San Andrés în Spania

Castelul este la origine o construcție medievală cu rol de locuință, destinată totodată să protejeze o familie nobiliară și să simbolizeze autoritatea într-un domeniu feudal. 

## Date generale
Primele castele au fost construite din lemn, adesea pe o colină naturală sau artificială (în franceză, motte castrale sau motă feudală), apoi au fost construite din piatră pentru a rezista mai bine noilor arme și tehnici de război. Aceste construcții au fost numite castele întărite sau cetăți.
În epoca Renașterii, o dată cu avansurile tehnologice cunoscute de artilerie, regii Franței au decis să nu mai edifice castele de apărare, ci să pună accentul pe confort și pe plăcere. În același timp, castelele întărite au fost modificate și reamenajate astfel încât să ofere un confort sporit. Exemplul monarhilor francezi a fost urmat foarte curând de către toată nobilimea europeană. Astfel au fost construite castele de plăcere precum  Castelul Lázár, Egeskov, Chenonceau sau Sanssouci, iar vechi cetăți sau castele întărite precum Bran, Castelul Corvinilor, Windsor sau Leeds au fost transformate în locuințe somptuoase.
Spre deosebire de palat, care e un edificiu somptuos ridicat într-un spațiu urban, castelul are particularitatea de a desemna, încă din Evul Mediu, o reședință nobiliară sau princiară rurală.